# Donus II
Donus II – legendarny papież Kościoła katolickiego. Występował w średniowiecznych i wczesnonowożytnych spisach papieży. Większość współczesnej historiografii jest zdania, że nigdy nie istniał. Dawniej uważano, że urodził się w Rzymie, a jego pontyfikat rozpoczął się 20 grudnia 973 i trwał przez kilka miesięcy do marca 974.

## Domniemany papież
Powszechnie uważa się, że obecność w spisach papieskich papieża Donusa II była skutkiem błędu, wynikającego z mylnego odczytania łacińskiego słowa domnus (pol. pan), którym został określony papież Benedykt VII. Łaciński zwrot skojarzono z imieniem papieża Donusa z VII wieku. Część średniowiecznych i wczesnonowożytnych źródeł twierdziła, że 20 grudnia 973 rzymianin Donus miał zostać wybrany na papieża pod imieniem Donus II, po śmierci papieża Benedykta VI (którego pontyfikat trwał faktycznie od 19 stycznia 973 do lipca 974). Pontyfikat jego następcy Benedykta VII trwał od października 974 do 10 lipca 983. Przerwa pomiędzy pontyfikatami wynikła z trudnej sytuacji papiestwa w owym okresie. Po śmierci cesarza Ottona I stronnictwo antycesarskie w Rzymie pod przewodnictwem konsula rzymskiego Krescencjusza I (głowy rodu Krescencjuszy) wszczęło bunt przeciwko papieżowi Benedyktowi VI. Uwięziono go w Zamku św. Anioła i uznano za zdetronizowanego, a na Stolicę Piotrową wybrano kardynała diakona Franco, który przyjął imię Bonifacego VII. Obalony papież został zamordowany w więzieniu i pochowany w bazylice św. Piotra. Na Stolicę Apostolską został wybrany Benedykt VII za sprawą Ottona II. Jego poprzednik, Bonifacy VII, zamordowawszy Benedykta VI, zrabował skarbiec bazyliki Piotrowej i uciekł do Bizancjum. Donus II miał umrzeć w marcu 974 roku.

## Hipoteza antypapieża
Część historyków uważała, że Donus II mógł być antypapieżem powołanym przez część mieszkańców Rzymu, zbulwersowanych zabójstwem papieża Benedykta VI, którego ciało zostało wystawione na widok publiczny. Doprowadzili oni do wypędzenia Bonifacego VII. Próba przeforsowania rzymskiego kandydata miała zostać skonfrontowana z wolą cesarza Ottona II, który miał swojego kandydata – przyszłego Benedykta VII. Działania cesarza i narzuconego przez niego nowego papieża miały spowodować, że Donus II został wymazany z większości źródeł.

## Roczniki papieskie
Rocznik Papieski z 1871 podawał na liście papieży pontyfikat Donusa II jako trwający przez okres trzech miesięcy (grudzień 973 – marzec 974). Rocznik Papieski podawał Donusa II na oficjalnej liście papieży, aż do 1947 roku. Fakt uznawania historyczności papieża spowodował, iż posiada on swój medalion z wizerunkiem w rzymskiej bazylice św. Pawła za Murami.